# التهاب الدماغ الحلئي
التهاب الدماغ الحلئي (بالإنجليزية: Herpesviral encephalitis)‏ أو التهاب الدماغ الهربسي هو التهاب الدماغ بفيروس الحلأ البسيط، وهو عدوى فيروسية للجهاز العصبي المركزي.

## الوبائيات
تشير التقديرات إلى أنه يصيب على الأقل (1 من 500000) فرد سنوياً ، وتشير بعض الدراسات إلى معدل حدوث (5.9 حالة لكل 100000) ولادة حية.

## الأسباب
يسبب غالبية الحالات فيروس الحلأ البسيط-النمط الأول (HSV-1)، وهو نفس الفيروس الذي يسبب الحلأ الجلدي. يصاب 57٪ من البالغين الأمريكيين بفيروس الحلأ البسيط من النمط الأول، الذي ينتشر عن طريق الرذاذ، والاتصال العرضي، وأحياناً الاتصال الجنسي، على الرغم من أن معظم الأشخاص المصابين بالعدوى لم يصابوا بالحلأ الجلدي أبداً.

حوالي 10٪ من حالات التهاب الدماغ الحلئي يسببها فيروس الحلأ البسيط-النمط الثاني (HSV-2)، الذي ينتشر عادة عن طريق الاتصال الجنسي.
 حوالي ثلث حالات التهاب الدماغ الحلئي تحدث بسبب العدوى الأولية بفيروس الحلأ البسيط-النمط الأول، والتي تحدث غالباً عند الأفراد تحت سن 18، بينما ثلثي الحالات تحدث عند الأشخاص إيجابيين المصل، والقليل منهم لديه تاريخ مرضي من الإصابة بالحلأ الفموي الوجهي المتكرر. ما يقرب من 50٪ من الأفراد المصابين بالتهاب الدماغ الحلئي أعمارهم فوق الخمسين سنة.

## العلامات والأعراض

### الأعراض
يعاني المرضى عادة من الحمى وقد يعانون من نوبات صرعية.
كذلك يُظهِر معظم الأفراد المصابين بالتهاب الدماغ الحلئي انخفاضاً في مستوى الوعي وحالة وعي متغير تظهر كارتباك وتغيرات في الشخصية. يمكن أن تسبب فيروسات أخرى أعراض مشابهة للإصابة بالتهاب الدماغ، ولكن أقل شدة. من هذه الفيروسات: فيروس الحلأ النمط السادس، الفيروس النطاقي الحماقي، فيروس إبشتاين بار، الفيروس المضخم للخلايا، فيروس كوكساكي، إلخ.

### العلامات
يتغير التخطيط الكهربائي للدماغ مع تطور المرض، حيث يظهر أولاً موجات شاذة في أحد الفصين الصدغيين للدماغ، والتي تنتشر إلى الفص الصدغي الآخر بعد 7-10 أيام. يظهر التصوير المقطعي المحوسب أو التصوير بالرنين المغناطيسي للدماغ تغيرات وصفية في الفص الصدغي (انظر الشكل).

## الفيزيولوجيا المرضية
يعتقد أن التهاب الدماغ الحلئي سببه انتقال فيروس الحلأ البسيط-النمط الأول من إصابة محيطية في الوجه بعد إعادة تفعيل الفيروس، على طول المحوار العصبي، إلى الدماغ. يبقى الفيروس هاجعاً في عقدة العصب ثلاثي التوائم، ولكن حتى الآن لا يعرف سبب إعادة تنشيط الفيروس، أوالمسار الذي يسلكه الفيروس للوصول إلى الدماغ، على أنَّ التغيرات في جهاز المناعة الناتجة عن الإجهاد تلعب بشكل واضح دوراً في الشكل الحيواني للمرض.

قد يكون العصب الشمي أيضاً متورطاً في التهاب الدماغ الحلئي، والذي قد يفسر ميل الفيروس لإصابة الفصوص الصدغية للدماغ، حيث يرسل العصب الشمي فروعاً إلى هناك.

في الخيل، تعدد أشكال النوكليوتيدات المفردة تكون كافية للسماح للفيروس بإحداث مرض عصبي، ولكن لم يتم العثور على آلية مشابهة عند البشر.

## التشخيص
- يجب إجراء تصوير مقطعي محوسب للدماغ (مع/أو بدون تباين) قبل البزل القطني لاستبعاد ارتفاع الضغط داخل القحف، استسقاء الدماغ الانسدادي، وجود كتلة شاغلة للحيز.
- يظهر الرنين المغناطيسي للدماغ إشارة عالية في الزمن الثاني في المنطقة الجبهية الصدغية وهذا يتوافق مع التهاب الدماغ الفيروسي (بفيروس الحلأ البسيط).
- التشخيص المؤكد يتطلب فحص السائل الدماغي الشوكي بعد الحصول عليه بواسطة البزل القطني (البزل الشوكي) للكشف عن وجود الفيروس. يستغرق ظهور نتائج الفحص عدة أيام، لذا المرضى المشكوك إصابتهم بالتهاب الدماغ الحلئي يجب البدء بعلاجهم باستخدام الأسيكلوفير مباشرة ريثما تظهر نتائج الفحص. يمكن العثور على أعداد متزايدة من كريات الدم البيضاء في السائل الدماغي الشوكي للمريض، دون وجود بكتيريا أو فطور.

## العلاج
- يمكن علاج التهاب الدماغ الحلئي بجرعة عالية من الأسيكلوفير الوريدي، والتي يجب أن تُسرب بمقدار (10 ملغ/كغ/سا) عند البالغين لتجنب الفشل الكلوي.
- هناك أدلة على أن الالتهاب الشاذ الذي يسببه الحلأ البسيط يمكن أن يؤدي إلى التهاب حبيبي في الدماغ، والذي يستجيب للستيروئيدات.[8]
- في حين أن فيروس الحلأ يمكن أن ينتشر، فإن التهاب الدماغ بحد ذاته غير معدي.

## النكس
نادراً ما يحدث نكس عند الأفراد المُعالَجين خلال أسابيع إلى أشهر.

## الوفيات
بدون معالجة: يؤدي التهاب الدماغ الحلئي إلى الموت السريع عند حوالي 70٪ من الحالات، أما الناجين فسيعانون من عقابيل عصبية شديدة.

عند المعالجة: لا يزال التهاب الدماغ الحلئي مميت في ثلث الحالات، ويسبب أضراراً عصبية خطيرة على المدى الطويل في أكثر من نصف الناجين.

## الإنذار
العلاج المبكر (خلال 48 ساعة من ظهور الأعراض) يحسن الإنذار. حيث يتعافى 20% من المرضى المُعالَجين مع إصابتهم بعقابيل خفيفة. بينما مجموعة صغيرة من الناجين (2.5٪) تستعيد وظائف الدماغ الطبيعية بشكل كامل.

في الواقع، العديد من حالات فقدان الذاكرة يكون أحد أسبابها التهاب الدماغ الحلئي.

## روابط خارجية
- Kumar M، Hill JM، Clement C، Varnell ED، Thompson HW، Kaufman HE (ديسمبر 2009). "A double-blind placebo-controlled study to evaluate valacyclovir alone and with aspirin for asymptomatic HSV-1 DNA shedding in human tears and saliva". Investigative Ophthalmology & Visual Science. ج. 50 ع. 12: 5601–8. DOI:10.1167/iovs.09-3729. PMC:2895993. PMID:19608530.
- Kaufman HE، Azcuy AM، Varnell ED، Sloop GD، Thompson HW، Hill JM (يناير 2005). "HSV-1 DNA in tears and saliva of normal adults". Investigative Ophthalmology & Visual Science. ج. 46 ع. 1: 241–7. DOI:10.1167/iovs.04-0614. PMC:1200985. PMID:15623779.
- Hill JM، Zhao Y، Clement C، Neumann DM، Lukiw WJ (أكتوبر 2009). "HSV-1 infection of human brain cells induces miRNA-146a and Alzheimer-type inflammatory signaling". NeuroReport. ج. 20 ع. 16: 1500–5. DOI:10.1097/WNR.0b013e3283329c05. PMC:2872932. PMID:19801956.